# Protokolarz miasta Woźnik
Protokolarz miasta Woźnik – zbiór rękopiśmiennych protokołów miasta Woźniki (woj. śląskie) z lat 1483–1598, zawierający najstarsze zachowane księgi miejskie zapisywane w języku polskim.
Dokument przechowywany jest w Archiwum Państwowym w Katowicach. Ma format wąskiego folio (tzw. dutki) o wymiarach 11x32 cm. Składa się ze 107 kart. Papier zabytku, nabywany na przestrzeni 115 lat, wykazuje przynajmniej pięć różnych znaków wodnych, z których najstarsze z XV w. wskazują na włoską proweniencję. Poszczególne arkusze zostały zebrane i wspólnie oprawione prawdopodobnie około 1860 przez Józefa Lompę, który w tym czasie zajmował się badaniem historii Woźnik. Również numeracja kart została wykonana w XIX wieku (zdarzają się w niej błędy, np. opuszczenia lub powtórzenia numerów stron). Podczas oprawy karty nie zostały dokładnie uporządkowane chronologicznie – w wielu miejscach tekst urywa się na końcu jednej karty, zaś jego dalszy ciąg znajduje się wiele kart dalej. Są również teksty, których początku lub zakończenia nie ma w ogóle, co świadczy, że część oryginalnych kart nie znalazła się w zbiorze. Prokotolarz został wydany w 1972 w opracowaniu Ludwika Musioła i Stanisława Rosponda .
Zapiski w protokolarzu sporządzane były przez różne osoby w trzech językach: łacińskim, czeskim (najczęściej mieszanką czeskiego i polskiego) oraz polskim. Zapisy po polsku, których jest ogółem najwięcej (184), pojawiały się w protokołach od 1521, zaś od lat 40. XVI w. istnieją zapisy wyłącznie po polsku. Treść wpisów dotyczyła czynności ówczesnej rady miejskiej Woźnik, jak np. zmiany właścicieli nieruchomości, sprzedaże, zastawy, spadki. Język dokumentu wykazuje silne naleciałości dialektu śląskiego, dlatego też stanowi cenne źródło do poznania dziejów tego dialektu.